# Ainvelle (Wogezy)
Ainvelle – miejscowość i gmina we Francji, w regionie Grand Est, w departamencie Wogezy.
Według danych na rok 1990 gminę zamieszkiwały 154 osoby, a gęstość zaludnienia wynosiła 17 osób/km² (wśród 2335 gmin Lotaryngii Ainvelle plasuje się na 891. miejscu pod względem liczby ludności, natomiast pod względem powierzchni na miejscu 666.).